# تابوت تابنيت
تابوت تبنيت هو تابوت ملك صيدا تبنيت الفينيقي والد الملك أشمون عازر الثاني. (حكم حوالي 539–549 ق.م)، وهو مزين بنقشين منفصلين وغير مرتبطين – أحدهما بالهيروغليفية المصرية والآخر بالأبجدية الفينيقية. ويحتوي الأخير على لعنة لمن يفتح القبر، ويعد بالعجز وفقدان الحياة الآخرة. يعود تاريخه إلى أوائل القرن الخامس قبل الميلاد، وقد اكتشفه عثمان حمدي بك عام 1887 في مقبرة آية شرق صيدا، بالإضافة إلى تابوت الإسكندر وتوابيت أخرى ذات صلة. تم العثور على جثة تابنيت طافية ومحفوظة تمامًا في سائل التحنيط الأصلي. كل من التابوت الحجري والهيكل العظمي المتحلل لتابنيت موجودان الآن في متاحف إسطنبول للآثار .

## الاكتشاف

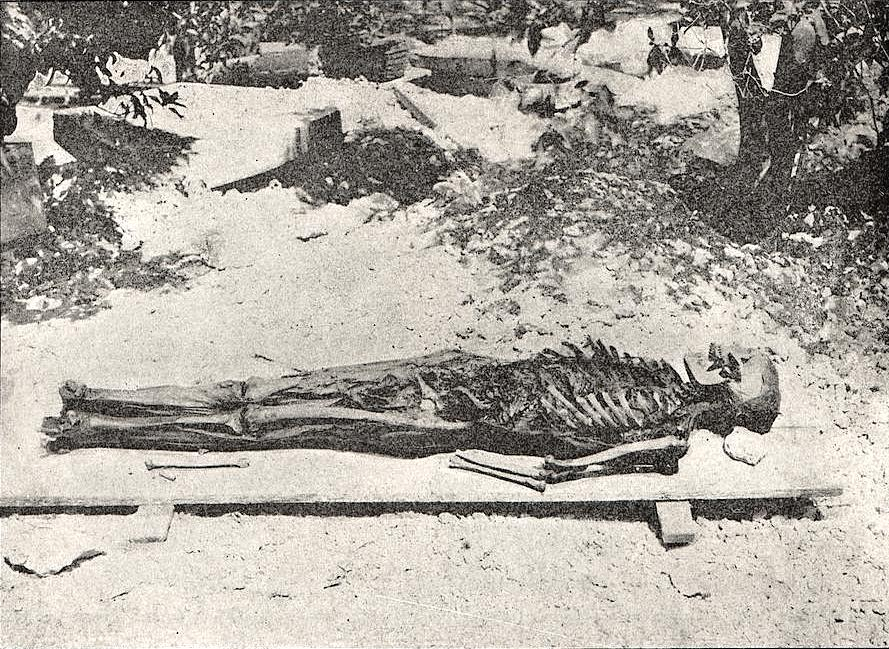
الهيكل العظمي لتابنيت

في بداية العام 1887، تقدّم ابن صيدا محمد الشريف من السلطات المحليّة بطلب، تمّت الموافقة عليه، للقيام باستخراج حجارة من أرضه التي يملكها في القيّاعة بمحاذاة نهر القملة في الوسطاني (تعرف حالياً ببستان الياس الشيخ). أرض محمد الشريف هذه كانت تتميز بالصخر الكلسي خلافاً لكل ما يحيط بها من بساتين الليمون حيث التربة الغنية الصالحة للزراعة. هذه الطبيعة الصخرية كانت السبب وراءاستغلال محمد لأرضه بتحويلها الى مقلع. وقد كان غائباً عن محمد، بالطبع، ان أسلافه الصيداويين كانوا قد سبقوه الى استغلال هذه الأرض بعينها ولكن بطريقة مغايرة كلّياً!، بعد بدء الأعمال، وفي الثاني من آذار 1887، أسرع محمد الشريف الى قائمقام صيدا في ذلك الوقت، صادق بيه، ليبلّغه عن اكتشافه لبئر عميقة في تلك الأرض وأنها على الأرجح تحوي في قعرها توابيت قديمة. في اليوم الثاني، وصل صادق بيه الى الموقع ليتأكد من صحة المعلومات بنفسه. تطلّب النزول الى قعر البئر استعمال الحبال لمسافة عاموديّة تقارب الخمسة عشر متراً. وعند أسفل الجدار الشرقي للبئر ومن خلال فتحة جانبية، ظهر تابوتان حجريان تكسو أحدهما منحوتات بديعة. عندها تأكّد للقائمقام أنّه على عتبة اكتشاف أثري بالغ الأهمّية، فقام بإبلاغ كل من ناشد باشا وهو الحاكم العام في سوريا حينها، ونصوحي باشا متصرّف بيروت، عن ذلك الإكتشاف العظيم، ووضع الموقع تحت حماية أسعد أفندي، قائد الجندرمة في صيدا.
وفقًا للرواية التبشيرية الأمريكية، تم اكتشاف المقابر عام 1887 على يد الوزير المشيخي الأمريكي ويليام كينج إيدي (والد ويليام أ. إيدي). أرسل ويليام رايت رسالة إلى صحيفة التايمز تتضمن أخبار اكتشاف إيدي ومناشدة المتحف البريطاني "اتخاذ إجراءات فورية لتأمين هذه الكنوز ومنع وقوعها في أيدي الأتراك المخربين". وقد نبه هذا الأمر الأمين الجديد لمتحف إسطنبول الأثري الناشئ، عثمان حمدي بك، الذي رتب لإجراء تنقيب كامل ونقل التوابيت إلى إسطنبول.
أثناء التنقيب، فتح العمال تابوت "تابنيت" ووجدوا "جسدًا بشريًا يطفو في حالة حفظ تام في سائل غريب". وبينما كان حمدي بك يتناول الغداء، قلب العمال التابوت وسكبوا السائل، بحيث "تم إخفاء سر السائل الرائع مرة أخرى في رمال صيدا". والجدير بالذكر أنه بعد خروج "السائل الغريب" من التابوت، أصبح الجسد غير قابل للحفظ. وأشار حمدي بك عام 1892 إلى أنه احتفظ بجزء من السائل التي بقي في قاع التابوت.

## تاريخ

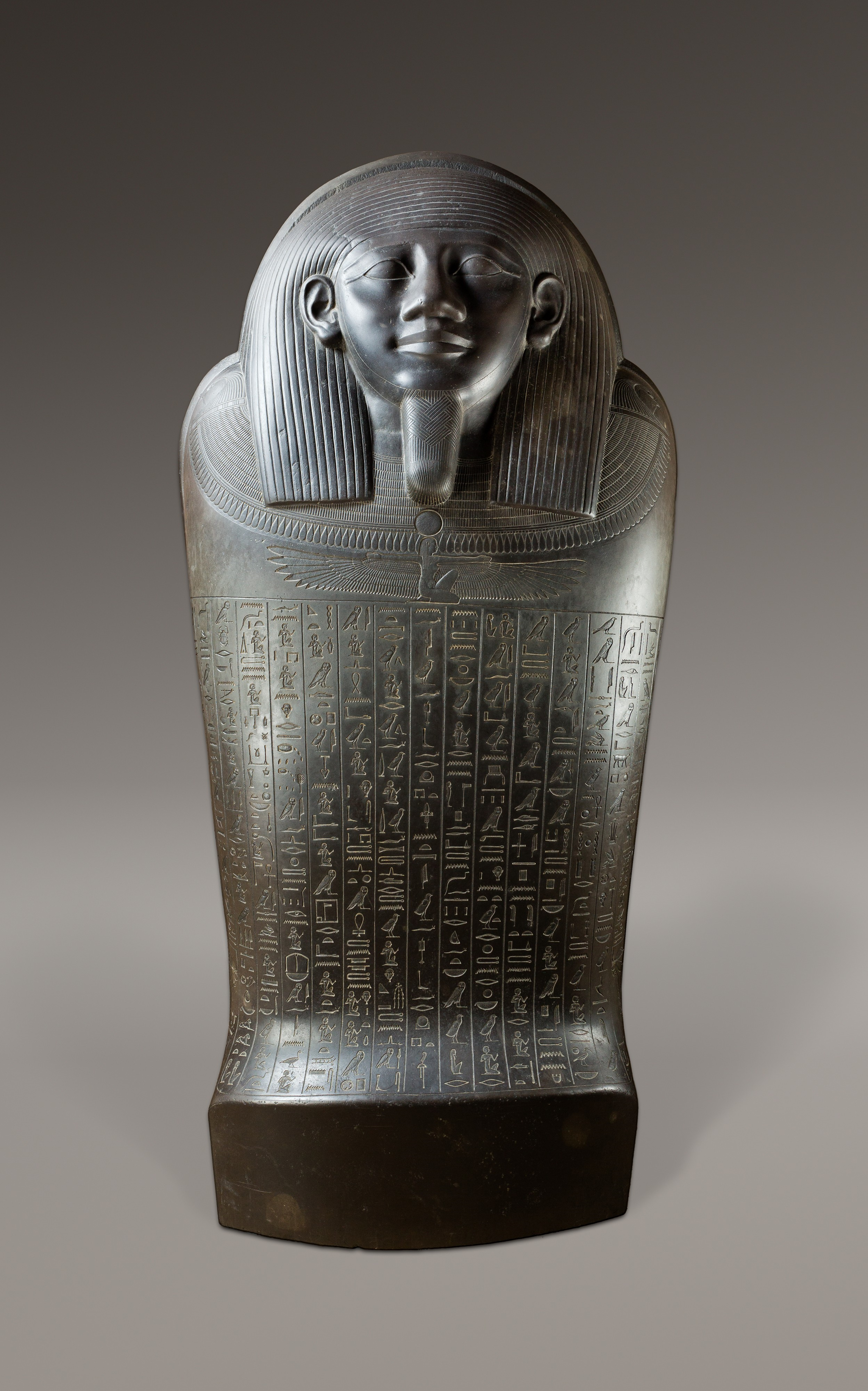
تابوت حرخبيت ""حامل الختم الملكي، الرفيق الوحيد، رئيس كهنة مزارات مصر العليا والسفلى، والمشرف على الديوان"، 595-526 قبل الميلاد، سقارة، الأسرة السادسة والعشرون في مصر. إنه مشابه جدًا في الأسلوب لتابوت تابنيت.

يُعتقد أن تابوت تابنيت وتابوت أشمونعازر الثاني يعود تاريخهما في الأصل إلى الأسرة السادسة والعشرين في مصر، التي كانت عاصمتها سايس. ويرجع ذلك جزئيًا إلى تشابهها مع توابيت مماثلة مثل تابوت حورخبيت من عصر بسماتيك الثاني من سقارة، والموجود الآن في متحف المتروبوليتان للفنون.